# Джон Вікем
Джон Кле́ментс Ві́кем (англ. John Clements Wickham) (6 листопада 1798 — 21 січня 1864) — воєнно-морський офіцер, суддя, лейтенант на бризі «Бігль» протягом експедиції з Чарлзом Дарвіном.
Після подорожі Чарлза Дарвіна став капітаном «Бігля» в 1837 році, коли той був в експедиції до Австралії. 1839 року назвав нове поселення Порт-Дарвін на півночі Австралії на честь Чарлза Дарвіна, яке в подальшому перетворилось на найбільше місто Північних Територій. З 1843 по 1859 роки був суддею в Брисбені, потім переїхав до південної Франції, де й помер.
На його честь була названа річка в північній Австралії.